# Hofanlage Nordermoor 7
Die Hofanlage Nordermoor 7 in Elsfleth-Moorriem, Bauerschaft Nordermoor, stammt aus dem 18. und 20. Jahrhundert.

Aktuell (2023) wird sie als Wohnhaus und landwirtschaftlich genutzt mit einer angeschlossenen Imkerei.
Die Gebäude stehen unter Denkmalschutz (siehe auch Liste der Baudenkmale in Elsfleth).

## Geschichte
Die Hofanlage auf einer Wurt auf einem sehr tiefen, schmalen Grundstück besteht aus
- dem eingeschossigen giebelständigen Wohn- und Wirtschaftsgebäude von 1796 (Inschrift über dem Tor) als Zweiständer-Hallenhaus in Fachwerk als Unterrähmgefüge mit Steinausfachungen, mit reetgedecktem auf profilierten Knaggen vorkragendem Krüppelwalmdach und Niedersachsengiebeln sowie der Grooten Door mit Korbbogen; Wohnteil in Backstein ersetzt,[2]
- der eingeschossigen traufständigen Gulfscheune von um 1900 in Backstein, mit Krüppelwalmdach, seitlicher Längseinfahrt und Querdurchfahrt sowie mehreren jüngeren Anbauten[3]
- sowie weiteren nicht denkmalgeschützten Nebenanlagen.

Das Landesdenkmalamt befand: „… geschichtliche Bedeutung … als beispielhafte Hofanlage der Zeit um 1800, der ein Jahrhundert später eine Gulfscheune hinzugefügt wurde … .“